# Шотурма, Пётр Николаевич
Пётр Николаевич Шотурма (27 июня 1992, Украина) — украинский игрок в мини-футбол, полевой игрок.

## Карьера
Воспитанник ДЮСШ «Ураган», в которой занимался под руководством тренеров Ивана Данилишина и Владимира Слободяна. Чемпион Украины среди юношей до 15 лет, обладатель Кубка Украины среди команд юношей до 16 лет, серебряный и бронзовый призёр юношеских чемпионатов УДЮФЛ. В 2006—2008 годы четыре раза признавался лучшим игроком чемпионатов и кубков Украины среди юношей 1992 года рождения, дважды становился лучшим бомбардиром турниров УДЮФЛ.
В 16 лет дебютировал в высшей лиге чемпионата Украины. Чемпион и обладатель Суперкубка Украины 2011 года, бронзовый призёр Экстра-лиги 2012 года, участник элитного раунда Кубка УЕФА. Мастер спорта Украины.
Игрок молодёжной и национальной сборной Украины. Участник чемпионата мира 2012 года.